# Alfonso Airoldi
Alfonso Airoldi (Palermo, 25 febbraio 1729 – Palermo, 19 marzo 1817) è stato un arcivescovo cattolico italiano, segretario dell'Inquisizione, arcivescovo titolare di Eraclea di Europa e prelato di Santa Lucia del Mela. Fu vicario generale del Cappellano maggiore del Regno di Napoli.

## Biografia
Di provata fede borbonica, fu nominato arcivescovo titolare di Eraclea e cappellano maggiore del re.
Nel 1757 divenne segretario dell'Inquisizione, assumendo nell'aprile del 1778 la carica di giudice del Tribunale di Regia Monarchia. Fu commissario generale apostolico della Santissima Crociata, consigliere a latere di Sua Maestà, abate di Santa Maria Terrana, dell'ordine cistercense a Caltagirone e cavaliere dell'Insigne e reale ordine di San Gennaro.
Nel 1778 fu nominato membro della Deputazione dei Regi Studi, occupandosi dell'ordinamento della pubblica istruzione in Sicilia, con particolare riferimento all'istruzione popolare. Fu per sua iniziativa che vennero aperte scuole popolari in tutti i conventi dell'isola, indicando le discipline e le modalità dell'insegnamento elementare.
Giudice dell'apostolica legazia, fu anche appassionato studioso e mecenate degli studi arabistici di Sicilia, senza però conoscere l'arabo. Insieme al viceré Caramanico protesse l'abate Giuseppe Vella, promuovendo la pubblicazione del falso Codice diplomatico di Sicilia sotto il governo degli arabi.
Appartenne verso il 1790 alla loggia massonica palermitana, guidata da Caramanico.

### Opere
- La Sicilia abitata dai Sicani e dai Sicoli
- La Sicilia abitata dai Greci e Cartaginesi
- La Sicilia abitata dai Romani
- La Sicilia sotto i Bizantini ed Occidentali
- Palermo, con Giuseppe Vella, Codice diplomatico di Sicilia sotto il governo degli Arabi, Tomo I, parte prima, Real Stamperia, 1789.
- Palermo, con Giuseppe Vella, Codice diplomatico di Sicilia sotto il governo degli Arabi, Tomo I, parte seconda, Real Stamperia, 1789.

## Genealogia episcopale e successione apostolica
La genealogia episcopale è:
- Cardinale Scipione Rebiba
- Cardinale Giulio Antonio Santori
- Cardinale Girolamo Bernerio, O.P.
- Arcivescovo Galeazzo Sanvitale
- Cardinale Ludovico Ludovisi
- Cardinale Luigi Caetani
- Cardinale Ulderico Carpegna
- Cardinale Paluzzo Paluzzi Altieri degli Albertoni
- Papa Benedetto XIII
- Papa Benedetto XIV
- Papa Clemente XIII
- Cardinale Enrico Benedetto Stuart
- Arcivescovo Francesco Ferdinando Sanseverino, C.P.O.
- Arcivescovo Alfonso Airoldi

La successione apostolica è:
- Arcivescovo Gabriele Maria Gravina, O.S.B. (1791)